# Torpeda RAT-52
Torpeda RAT-52 – radziecka torpeda lotnicza napędzana silnikiem rakietowym na paliwo stałe przeznaczona do zwalczania jednostek nawodnych, w tym przede wszystkim lotniskowców. Torpeda tego typu została opracowana w 1952 roku, po czym przyjęta do służby w radzieckiej marynarce wojennej, gdzie była przenoszona m.in. przez samoloty bombowe Ił-28. RAT-52 mogła po zrzuceniu pokonać w powietrzu dystans 1000 metrów, a jej zasięg podwodny zaś wynosił 520 metrów przy prędkości 58-68 węzłów. Przenosząc głowicę bojową z konwencjonalnym ładunkiem o masie 240 kilogramów, sama torpeda ważyła 627 kilogramów, jej długość zaś wynosiła 389,7 cm.

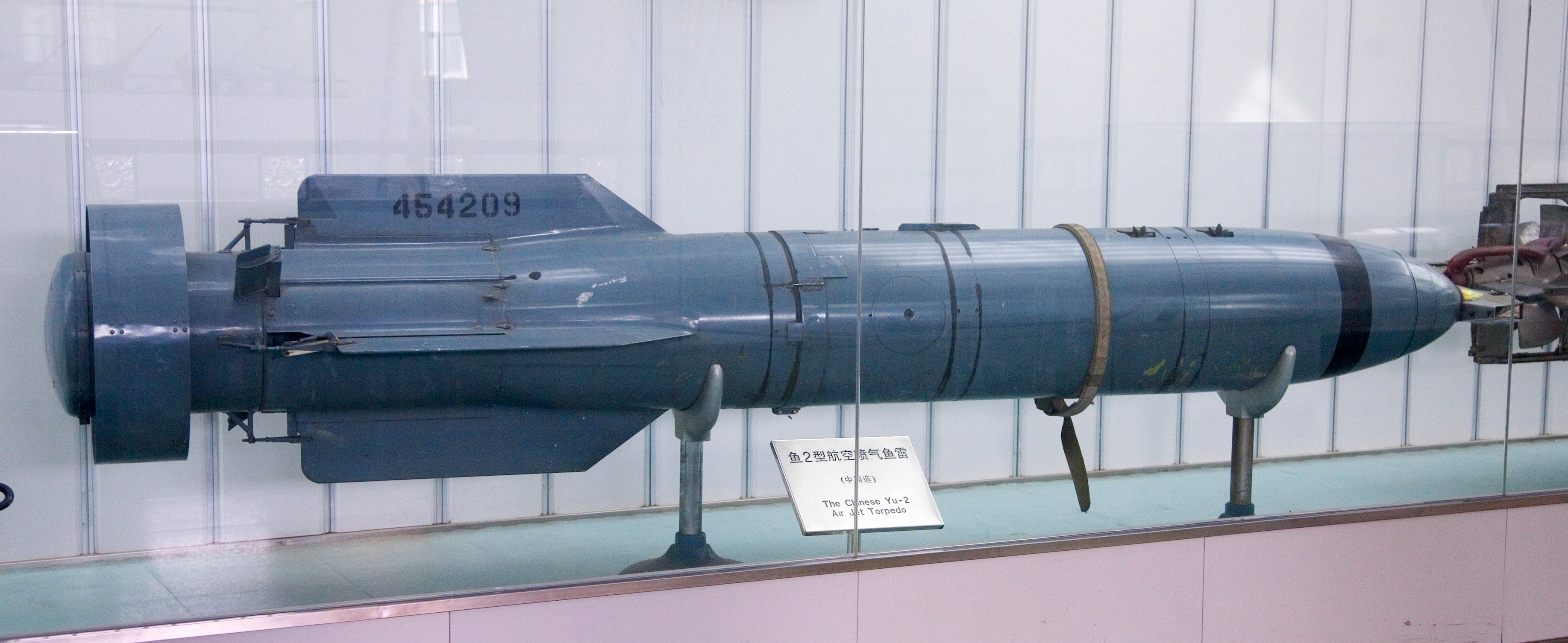
Yu-2 – chińska wersja torpedy RAT-52.

W latach 50. XX wieku Związek Radziecki przekazał plany tej torpedy do ChRLD, gdzie na ich podstawie opracowano chińską wersję pocisku oznaczoną jako Yu-2.